# Lakibeek
Lakibeek (Zweeds – Fins: Lakioja) is een rivier annex beek, die stroomt in de Zweedse  gemeente Kiruna. De beek  verzorgt de afwatering van de Lakivallei (Lakivuoma), een uitgestrekt moerasgebied op de westoever van de Muonio. De Lakibeek is circa vier kilometer lang.
Lakioja is een vrij algemene naam; Laki betekent berg en oja beek.
Afwatering: Lakibeek → Muonio → Torne → Botnische Golf